# Lemva
La Lemva (in russo Лемва?) è un fiume della Russia europea settentrionale, affluente di sinistra della Usa nel bacino della Pečora. Scorre nel distretto amministrativo della città di Inta della Repubblica dei Komi.
Il fiume ha origine dalla confluenza dei due rami sorgentizi Malaja Lemva e Bol'šaja Lemva alle pendici occidentali degli Urali subpolari vicino al confine con il Circondario autonomo degli Chanty-Mansi-Jugra. Scorre verso nord-nord-est attraverso zone disabitate, raccogliendo rapidamente acqua da numerosi affluenti. Nel tratto superiore la corrente è burrascosa e impetuosa, nel canale sono presenti numerose rapide. Nel medio corso, la velocità del fiume diminuisce, scorre in terreno collinare, le sponde sono alte, boscose. La larghezza è di circa 50-60 m A volte il fiume si divide in canali, formando grandi isole boscose. Sfocia nella Usa a 325 km dalla foce, a monte del porto di Abez'. Ha una lunghezza di 180 km; l'area del suo bacino è di 9 650 km². 
I maggiori affluenti sono: Jun"jacha (lungo 153 km), Paga (108 km), Charuta (84 km) tutti provenienti dalla destra idrografica.